# Euconocephalus remotus
Euconocephalus remotus е вид насекомо от семейство дървесни скакалци (Tettigoniidae). Видът е световно застрашен, със статут Уязвим.

## Разпространение
Разпространен е в САЩ (Хавайски острови).